# Opération Salamandre
 (novembre 2015).
L’opération Salamandre est une mission de projection de l'armée française vers l'Arabie saoudite, se déroulant du 13 août au 5 octobre 1990, dans le contexte de la 1re guerre du Golfe. Elle dure 55 jours dans un contexte de crise internationale avancée.  

## Contexte de l'opération
Le 2 août 1990, l'Irak envahit et annexe le Koweït, état voisin au Sud pour en faire sa « 19e province », gagner un espace supplémentaire de façade maritime et mettre la main sur des gisements pétrolifères. La tension dans la région est à son comble, et à l'époque, il est un temps craint par les gouvernements occidentaux que l'Arabie saoudite ne soit la prochaine cible de l'armée irakienne, considérée comme la 4e armée du monde à ce moment, avec 50 divisions, dont 34 d'infanterie et 7 blindées, considérée comme la mieux entraînée et la mieux équipée en cette partie du monde. 
Le 6 août, les États-Unis réagissent à l'invasion irakienne avec l'opération Bouclier du désert (Desert Shield) afin, notamment, d'empêcher toute invasion de l'Arabie saoudite. L'opération Salamandre s'inscrit dans ce cadre de soutien et de protection à l'Arabie ; c'est le début du déploiement des forces françaises au sein de l'armée des coalisés dans la région du golfe Persique et de la péninsule arabique. 
L'objectif de cette opération est de renforcer de façon significative les troupes stationnées dans le nord de l'océan Indien, en particulier en Arabie saoudite, par le transport des hélicoptères de l'Armée de terre appartenant à la Force d'Action Rapide, et de participer à la protection des ressortissants et de la population. 

## Déroulement de l'opération
Le dimanche 13 août 1990, à 11h00, le groupe Salamandre, composé du porte-avions (PA) Clemenceau (mis en alerte dès le 10 août), du croiseur-lance-missile Colbert et du pétrolier-ravitailleur Var, appareille de Toulon. Le PA, en version porte-hélicoptère, embarque les aéronefs du 5e régiment d'hélicoptères de combat (5e RHC) de l'aviation légère de l'Armée de terre et d'autres unités de la Marine nationale, dans ce qui formera l'embryon des forces françaises engagées dans la libération du Koweït. Un second échelon prend la mer plus tard : le remorqueur Buffle quitte Toulon le 15 août, suivi par le pétrolier-ravitailleur Durance qui appareille de Brest le 20 août. 

### L'entraînement
Le canal de Suez est passé dans la nuit du 17 au 18 août, le groupe atteint Djibouti le 22 août où il reste en escale jusqu'au 28, le temps de permettre une acclimatation aux conditions désertiques (50 °C à l'ombre) et de procéder à un changement de commandement le 26 août. 
Le 28 août, Salamandre reprend la mer en direction du détroit d'Ormuz ; tandis que le Foch, en version porte-avions, se tient en alerte au port de Toulon. 
Du 3 au 10 septembre, des exercices communs ont lieu avec l'armée de l'air des Émirats arabes unis à partir de l'aérodrome de Fujeira. 
Les 12 et 13 septembre, un exercice similaire a lieu cette fois avec le sultanat d'Oman.

### Le débarquement à Yanbu
Après la violation par les Irakiens de l'extraterritorialité de l'ambassade de France au Koweït, et sur ordre de la présidence de la République, l'escadre arrive, le dimanche 23 septembre 1990, au port de Yanbu-al-Sinayah (sud-est de l'Arabie saoudite – en face de la frontière entre l'Égypte et le Soudan) où le Clemenceau commence le débarquement de ses 42 hélicoptères, et de tout son matériel. La France déploie ainsi la première force militaire européenne sur le sol saoudien. 
Le 25, des hélicoptères du 5e RHC se posent à la Cité du roi Khaled (en) (C.R.K. en français – base militaire saoudienne, ne figurant sur aucune carte) tandis que le Clemenceau et son escorte quittent l'Arabie saoudite pour rentrer à Toulon, les 5 et 6 octobre 1990. C'est la fin de l'opération Salamandre et le début de l'opération Daguet.

## Moyens mis en œuvre
- Porte-avions Clemenceau (R98)
- Croiseur Colbert (C611)
- Bâtiment de commandement ravitailleur Var (A608)
- 5e régiment d'hélicoptères de combat (5e RHC) 
  - 12 hélicoptères de transport de troupes ou de blessés Puma SA330
  - 30 hélicoptères d'attaque Gazelle SA 341F2 de reconnaissance, SA 341F2 d'appui-protection équipés d'un canon de 20 mm et SA 342M équipés chacun de 4 missiles guidés Hot (portée 4 000 mètres)
  - moyens terrestres : 80 camions et véhicules légers Peugeot P4
- 1er régiment d'infanterie : 1 compagnie
- 11e régiment d'artillerie de marine : 1 section anti-aérienne

- Flottille 4F de la Marine nationale : 4 Alizé
- Flottille 23S de la Marine nationale : 2 Dauphin